# Zărand
Zărand – wieś w Rumunii, w okręgu Arad, w gminie Zărand. W 2011 roku liczyła 1405 mieszkańców. 